# Белов, Александр Фёдорович (металлург)
Алекса́ндр Фёдорович Бело́в (1906—1991) — советский металлург, один из основоположников металлургии лёгких сплавов в СССР. Академик АН СССР. Основные труды Белова — в области создания и совершенствования процессов плавления, литья и обработки лёгких, жаропрочных и тугоплавких сплавов. Герой Социалистического Труда. Лауреат Ленинской премии и трёх Сталинских премий.

## Биография
Родился 15 (28) марта 1906 года в деревне Поповка (ныне Гагаринский район, Смоленская область).
В 1920 году окончил пять классов сельской школы и трудился в Рождественском волисполкоме. В 1922 году переехал в Москву. В 1924 году окончил рабочий факультет МГУ. В том же году поступил и в 1929 году окончил металлургический факультет Московской горной академии по специальности «производство лёгких сплавов».
В 1928—1932 годах Белов работал техником, инженером, начальником цеха, начальником опытно-исследовательского бюро завода имени Авиахима города Москва. Под руководством главного металлурга завода Г. Г. Музалевского и начальника испытательной лаборатории С. М. Воронова молодой инженер выполнил несколько экспериментальных работ в литейном и прокатном цехах, в том числе при отливке укрупнённых алюминиевых слитков и при освоении прогрессивного метода плакирования дуралюминовых обшивочных листов.
С 1932 по 1940 год Белов работал на Сетуньском заводе по обработке цветных металлов — первом в СССР заводе по переработке отечественного алюминия в слитки и полуфабрикаты: сначала начальником технологического отдела, а с 1934 года — начальником прокатного цеха. Вторую половину 1934 года он провёл в США. Знакомился с металлургическим оборудованием и технологическими процессами обработки цветных металлов. Изучал методы изготовления штамповок картеров для авиационных двигателей, а также способы анализа химического состава сплавов и приёмы испытания физико-химических свойств готовых изделий. По возвращении из США он обеспечил полное освоение мощностей прокатного цеха.
Одновременно Белов занимался преподаванием: с 1931 по 1935 год читал в МАИ курс «Производство лёгких сплавов», в 1932 — 1934 годах вёл в ГУЦМиЗ имени М. И. Калинина курс «Обработка сплавов».
15 июля 1940 года Государственная комиссия приняла листопрокатный цех Ступинского металлургического завода. Белова назначили заместителем главного инженера, в августе 1941 года — главным инженером завода, а 23 апреля 1942 года — директором. В начале Великой Отечественной войны А. Ф. Белову пришлось возглавить работу по эвакуации металлургической части цеха на Урал, на площадку будущего КУМЗ, а затем по реэвакуации завода в Ступино и скоростному вводу его в действие. Комбинат начал монтироваться в апреле 1942 года, а в июне уже выпускалась готовая продукция.
В период Великой Отечественной войны — в феврале 1944 года — А. Ф. Белов был назначен по совместительству начальником металлургического Управления НКАП СССР, и с этого времени до ноября 1945 года он руководил всей промышленностью страны по производству лёгких сплавов. Ему пришлось принять непосредственное участие в руководстве проектированием, строительством и пуском КУМЗ в годы Великой Отечественной войны.
В 1949 году учёный возглавил выполнение срочного задания по изготовлению большой номенклатуры проката и штамповок, необходимых для создания бомбардировщика Ту-4 конструкции Туполева.
В 1952 — 1963 годах Белов руководил Управлением спецметаллургии МАП СССР.
Много внимания учёного потребовали строительство и пуск Куйбышевского металлургического завода (1960) — крупнейшего в мире, с современнейшей техникой. Наиболее эффективную помощь он оказал при создании мощных гидравлических прессов, аналогов которым в мире тогда не было.
Белов участвовал в изготовлении космических аппаратов «Луна», «Венера», «Марс», в сооружении титанового обелиска в честь запуска первого спутника Земли в Останкино и памятника Гагарину на Ленинском проспекте города Москва.
В 1961 — 1986 годах Белов был начальником (позднее — почётным начальником) открытого по его инициативе Всесоюзного института лёгких сплавов. В 1963 году он защитил диссертацию на соискание учёной степени доктора технических наук, в 1966 году стал профессором по специальности «Обработка металлов давлением».
28 ноября 1972 года Белов был избран академиком АН СССР (Отделение физикохимии и технологии неорганических материалов), с 1973 года — член бюро Отделения физикохимии и технологии неорганических материалов АН СССР и заведующий кафедрой авиационного материаловедения Московского авиационного института. В 1970-е годы он возглавил работы по теоретическому обоснованию и практическому внедрению гранульной металлургии. Несмотря на трудности с получением оборудования, финансированием, а также скептицизм отдельных учёных, А. Ф. Белов настойчиво проводил осуществление необходимых исследовательских и экспериментальных работ и в конечном счёте добился значительных успехов. Благодаря применению гранульной металлургии стало возможным значительно повысить эксплуатационные качества дисков ГТД из жаропрочных никелевых сплавов и освоить изготовление сложных деталей для авиационно-космической техники.
Белов многие годы отвечал за техническое сотрудничество со странами Совета экономической взаимопомощи, за сотрудничество в области металлургии с Францией, Италией, участвовал в международных конференциях по вакуумной металлургии, руководил работой 12-й секции XII Менделеевского съезда.
Много лет он был главным редактором или членом редакционного совета бюллетеня «Технология лёгких сплавов» (с 1966), журналов «Известия АН СССР. Металлы» (с 1978), «Металлургия» (с 1983), шеститомного справочного издания «Алюминиевые сплавы» издательства «Советская энциклопедия» (с 1988), являлся членом научно-редакционных советов Физической энциклопедии (т. I, 1988) и Химической энциклопедии (т. I, 1988).
Умер 24 декабря 1991 года. Похоронен в Москве на Троекуровском кладбище (участок 2).

## Награды
- Герой Социалистического Труда (Указ Президиума Верховного Совета СССР от 22 июля 1966 года с вручением ордена Ленина и золотой медали «Серп и Молот») — за выдающиеся заслуги в выполнении плана 1959—1965 годов и создание новой техники.
- Ленинская премия (1964) — за цикл работ по организации титанового производства.
- Сталинская премия второй степени (1943) — за разработку и внедрение в производство метода бесслиткового проката цветных металлов.
- Сталинская премия третьей степени (1946) — за создание машины для литья крупных листовых слитков из лёгких сплавов.
- Сталинская премия (1949) — за образцовое выполнение задания по изготовлению большой номенклатуры проката и штамповок, необходимых для создания бомбардировщика Ту-4 конструкции Туполева.
- Четыре ордена Ленина (10.07.1943; 06.12.1949; 17.10.1960; 22.07.1966).
- Орден Октябрьской Революции (26.04.1971).
- Орден Отечественной войны I степени (16.09.1945)[4].
- Пять орденов Трудового Красного Знамени (10.02.1939; 04.01.1954; 12.07.1957; 17.09.1975; 07.08.1986).
- Орден Дружбы народов (23.06.1981).
- Золотая медаль имени Д. К. Чернова АН СССР (1982) — за серию работ «Исследование теоретических основ, разработка технологии и создание производства по литью и обработке давлением различных полуфабрикатов из алюминиевых, магниевых, титановых, жаропрочных никелевых и тугоплавких сплавов».
- Медали СССР.

## Память
- В 2006 году Федерация космонавтики России учредила медаль имени академика А. Ф. Белова[5].